# Sössen
Sössen là một đô thị thuộc huyện Burgenland, bang Sachsen-Anhalt, Đức. Đô thị Sössen có diện tích 3,41 km², dân số thời điểm ngày 31 tháng 12 năm 2006 là 236 người.